# Kamla Abou Zekry
Kamla Abou Zekry (El Cairo, 8 de enero de 1974) es una directora de cine y televisión egipcia que ha dirigido películas y series de televisión conocidas como Bent Esmaha Zaat, Segn El Nisaa y Wahed Sefr . Ha participado en numerosos festivales de cine nacionales e internacionales, como el Festival Internacional de Cine de El Cairo, el Festival internacional de cine de Dubái y el Festival de Cine de Venecia . Sus películas también se han proyectado en el Festival de Cine de Cannes .

## Biografía
Abou Zekry nació en El Cairo. Se graduó en 1994 en el Cairo Higher Institute of Cinema y empieza a trabajar como asistente de dirección en numerosos largometrajes de ficción.
Comenzó su carrera cinematográfica colaborando con Nader Galal en 131 Ashghal en 1993. Realizó el documental Palestine in Egypt (Palestina en Egipto). Su primer largometraje de ficción fue en 2002 "En première année d'escroquerie" ("Sana oula naceb", con Khaled Sélim, Ahmed Ezz y Nour Amir) que encadena con "Pile ou face" ("Heads and Tails" / "Malek wala ketaba") en 2005, y en 2006 "El amor y la pasión" ("An el ashq wel hawa" / "Heads and Tails, con Khaled Saleh, Ahmed El-Sakka, Mena Shalaby, Magdy Kamel, Mona Zaki, Bushra). En la película cuenta la historia de una pareja que se separa a pesar de la pasión que les une.
En 2009 estrena el largometraje One-Zero, con el guion de Mariam Naoom en torno a un partido de fútbol en el que Egipto gana por 1 a 0 y todos están felices. ¿Es real la felicidad? plantea la realizadora.
En 2011 Abou Zekry participa en la película colectiva 18 Days  rodada en torno a  la revolución egipcia del 25 de enero  en la que participan diez realizadores y realizadoras y más de veinte actores y actrices además de especialistas en cine para contar diez historias vividas, escuchadas o imaginadas. Kamla participa con la historia titulada God's Creation en la que cuenta la historia de una niña que vende té en la calle y se une a la revolución. Encuentra una salida a su opresiva vida diaria. La forma en que piensa y siente sobre las cosas cambia ... incluso lo que piensa sobre el color de su cabello. La película cuenta con historias de Marwan Hamed, Yousry Nasrallah, Kamla Abu Zekri, Mariam Abu Ouf, Shérif Arafa, Sherif El-Bendary, Ahmad Abdalla, Ahmad Alaa, Mohamed Aly y Khaled Marei,
Ha colaborado con la escritora y guionista Mariam Naoom en varias series de televisión. A Girl Named Zat (2013) fue una adaptación de la novela Zaat escrita en 1992 por Sonallah Ibrahim. Women's Prison (2014), basada en una obra de Fathia al-Assal, que invita al público a conocer la vida de las prisioneras y las guardianas en la infame prisión de Qanater. “La prisión no es solo una cerca alta y una puerta cerrada. La prisión puede ser con una prenda que no quieres ponerte, gente a la que no quieres ver, un trabajo que odias. La prisión se siente rota y oprimida ". Explica una de las protagonistas de la serie, por la protagonista de Segn Al-Nesa, Ghalia (interpretada por Nelly Karim), resumiendo la situación de la mujer en la sociedad egipcia actual y los problemas que enfrenta.
En 2016 estrena A Day for Women (Un día para las mujeres), largometraje explica la historia en torno a la decisión, en un distrito desfavorecido de El Cairo, de un centro deportivo y juvenil que decide reservar un día domingo para "solo mujeres" en la piscina. Esta decisión tendrá consecuencias sociales, psicológicas y emocionales para las mujeres del barrio, mientras que algunos hombres se dejan conquistar por el extremismo religioso. Una reflexión sobre la convivencia y la libertad. La película inaugural del Festival de Cine de El Cairo en el invierno de 2016. En la película las protagonistas redescubren sensaciones perdidas mientras los varones muestran su fragilidad.

## Obras

### Películas
- (con Nader Galal) 131 Ashghal / 131 Works, 1993
- Qittar Al Sa’aa Al Sadisah / The Six O’ Clock Train, 1999. corto.
- (con Nader Galal) Hello America, 2000
- Sanna Oula Nasb / First Year Con, 2004. Feature film.
- Malek wa ketaba, 2005. Feature film.
- An el ashq wel hawa, 2006
- (with Mariam Abou Auf) Tamantashar Yom / 18 Days, 2011
- Khelket Rabena / God's Creation, 2011
- A Day for Women, 2016

### Series de TV
- 6 Midan El-Tahrir, 2009
- Wahed-Sefr / One-Zero, 2009
- A Girl Named Zat, 2013
- Segn El Nesa / Women's Jail, 2014
- Wahet El Ghoroub / Sunset Oasis, 2017
- 100 Wesh / 100 Face, 2020